# Stephen Albert
Stephen Albert (New York, 6 febbraio 1941 – Cape Cod, 27 dicembre 1992) è stato un compositore statunitense.

## Biografia
Nato a New York, inizia a suonare il corno francese, il piano e la tromba da adolescente. A diciassette anni entra nella Eastman School of Music e studia con Bernard Rogers. Si è formato anche a Stoccolma e Philadelphia. Dal 1985 al 1988 ha lavorato alla Seattle Symphony.
Nel 1985 ha vinto il Premio Pulitzer nella categoria "musica" e nel 1995 il Grammy Award alla miglior composizione di musica contemporanea per Cello Concert, interpretato da Yo-Yo Ma.
È morto nel dicembre 1992 in seguito a un incidente stradale.

## Opere

### Orchestrali
- Anthems and Processionals (1988)
- Into Eclipse (1981)
- Symphony No. 1 RiverRun (1983)
- Symphony No. 2 (1992) (completata da Sebastian Currier)
- Tapioca Pudding (1991)

### Concerti
- Concerto for Violoncello and Orchestra (1990)
- Distant Hills (orchestra) (1989)
- Flower of the Mountain from “Distant Hills” (orchestra) (1985) - 16 minutes
- In Concordiam (1986)
- Into Eclipse (orchestra con voce) (1981)
- Sun's Heat from “Distant Hills” (orchestra) (1989) -
- Wind Canticle (1991)
- Wolf Time (1968)

### Ensemble
- Distant Hills (1989)
- Flower of the Mountain from “Distant Hills” (1985)
- Sun's Heat from “Distant Hills” (1989)
- TreeStone (1983)

### Camera
- Tribute (1988)

### Corali
- Bacchae: A Ceremony in Music (1967)

### Vocali
- Ecce Puer (1992)
- Rilke Song - On Nights Like This (1991)
- The Stone Harp (1988)
- To Wake the Dead (1977)
- Wedding Songs (1964)